# Alcanena (freguesia)
Alcanena est une freguesia portugaise située dans le District de Santarém.
Avec une superficie de 10,31 km2 et une population de 4 339 habitants (2001), la paroisse possède une densité de 420,8 hab/km2.